# Акулий торнадо 5: Глобальное роение
«Акулий торнадо 5: Глобальное роение» (англ. Sharknado 5: Global Swarming, был стилизован, как 5harknado: Global Swarming) — это американский научно-фантастический комедийный фильм-катастрофа 2017 года и пятая часть серии фильмов «Акулий торнадо», следующая за «Акулий торнадо», «Акулий торнадо 2: Второй по счёту», «Акулий торнадо 3» и «Акулий торнадо 4: Пробуждение».
Режиссёром фильма выступил Энтони Ферранте, а Иан Зиринг, Тара Рид и Кэсси Скербо повторили свои роли из предыдущих частей, вместе с новичком Дольфом Лундгреном и обычными десятками эпизодических ролей различных знаменитостей. В фильме главные герои Фин и Эйприл мгновенно путешествуют по всему миру, проходя через порталы в вершинах торнадо, чтобы спасти своего сына Гила, который попал в акулий смерч. Они посещают такие места, как Сидней, Рио-де-Жанейро и Гиза.

## Сюжет
После событий предыдущего фильма Фин и Эйприл вместе со своим маленьким сыном Гилом отправляются в Лондон, чтобы принять участие в совещании НАТО, посвященном нарастающей угрозе «шаркнадо». Тем временем Нова и её помощники исследуют храм, спрятанный под Стоунхенджем, и Нова призывает Фина на помощь. Они обнаруживают святилище, посвященное древнему богу-акуле, и собирают артефакт, что приводит к непредвиденным последствиям — возникновению нового типа акулы-шаркнадо, внутри которой находится пространственная воронка. Шаркнадо направляется к Лондону, и Фин объединяет охранников Букингемского дворца, чтобы победить его. Им удается выжить, но Гила затягивает в бурю и он исчезает.
Фин, Эйприл и Нова понимают, что Гил ещё жив, и выслеживают его по сигналу, который испускает специальный шлем, подаренный ему ранее британскими учеными. Они садятся на воздушный корабль, созданный и пилотируемый изобретателем доктором Энджелом, и преследуют Гила до Швейцарии, но корабль попадает в акулий смерч и разбивается, убивая доктора Энджела, а группа Фина крадет лыжи и сражается с акулами, спускаясь по склонам. В конце концов, их поглощает акулий смерч, и они телепортируются в Сидней, Австралия, через вихрь, где кибернетическое тело Эйприл сильно повреждено в результате нападения акулы. Нова привозит Эйприл к своим союзникам Ориону и Электре для ремонта, а затем сообщает Фину, что возглавляет «Сестринское братство Акулы», глобальную организацию, призванную уничтожить акул. Орион и Электра — члены Сестринства, как и кузен Фина Джемини, который контролирует корабль, перевозящий ядерные отходы, оставшиеся после нукенадо на Ниагарском водопаде. Фин возмущен тем, что Нова держала в секрете роль Джемини в группе, и вместе с обновленной Эйприл отправляется в погоню за Гилом. Тем временем на корабль Близнецов нападает акулий смерч, который поглощает ядерные отходы, заставляя их мутировать в массу акул в форме акулы, которая начинает двигаться в сторону Японии.
Фин и Эйприл оказываются в Рио-де-Жанейро, где в старой церкви они встречают ещё одного члена Сестринского братства и узнают древние мифы, лежащие в основе акульего морока и вихря, им говорят, что «у Земли много порталов». Во время встречи похититель предметов искусства крадет артефакт, что приводит к автомобильной погоне, которая заканчивается в Колизее в Риме, Италия, когда акулий смерч телепортирует обе машины. Фин и Эйприл возвращают артефакт и вызывают Папу Римского, который призывает Фина продолжать свою миссию по спасению Гила и всего мира и снабжает его специальной бензопилой для предстоящей борьбы. Используя артефакт, Фин и Эйприл вызывают акулу и почти успевают спасти Гила, но он ускользает из их рук, и всех троих затягивает в вихрь.
Фин и Эйприл оказываются в Токио, где бушует ядерная масса акул, которую мировые СМИ окрестили «Шаркзиллой». Они обнаруживают, что Гил находится в ловушке внутри массы Шаркзиллы, и Нова прибывает с оставшимися членами Сестринства, чтобы победить это существо. Нова прыгает с парашютом в Шаркзиллу и начинает пробиваться к Гилу, но когда военные истребители бомбят массу, она взрывается. Гил исчезает, похоже, погибнув от взрыва, а Нова получает смертельное ранение и умирает после того, как Фин прощает её и принимает в свою семью. Вскоре после этого Фин получает звонок от своего сына Мэтта, который в бешенстве сообщает ему, что все члены их семьи мертвы, прежде чем он сам погибает от акулы, обрушившейся на семейную ферму в Канзасе. Растерянные, но терять больше нечего, Фин и Эйприл решают попытаться вернуть артефакт в Стоунхендж в надежде, что это остановит нарастающую вспышку акульего пламени.
Однако вызванное ими акуловодо вместо этого телепортирует их к пирамидам Гизы в Египте, где они находят иероглифы, указывающие на то, что египтяне также знали о боге-акуле и вихре, который находится внутри земного ядра. Фин и Эйприл обнаруживают древний механизм, который заставляет пирамиды открываться и поглощать энергию вихря при его активации, что, казалось бы, прекращает вспышку. Однако, как только все приходит в норму, механизм срабатывает, и энергия вихря вырывается из Земли, вызывая глобальное акулье пламя, которое поглощает весь мир, убивая Джемини, который все ещё находится в Токио. Не в силах отключить устройство, Фин и Эйприл выбегают наружу и обнаруживают, что на них надвигается акулий смерч и цунами. Пока Фин защищает их позицию с помощью посоха, который он нашел в пирамиде, Эйприл использует свою способность поглощать энергию, чтобы поглотить весь планетарный вихрь, жертвуя собой, чтобы положить конец глобальному шаркнадо. Её действия останавливают шторм, но приводят к взрыву её тела, и Фин остается последним человеком на Земле, а все живое, казалось бы, уничтожено.
Фин собирает голову Эйприл в мешок, прикрепленный к посоху, и начинает бродить по разрушенной планете в отчаянных, но бесплодных поисках других выживших. Через некоторое время из яркого света появляется грузовик и приближается к нему, за рулем которого сидит сильно постаревший Гил, все ещё сохранивший свои летные знаки и шлем, защищавший его от акул. Когда Шаркзилла взорвался, это вызвало реакцию, которая отправила его в прошлое, и все прошедшее с тех пор время Гил потратил на разработку способа использовать акулий шлем в качестве машины времени. Воссоединившись, Фин и Гил отправились в прошлое, чтобы раз и навсегда победить акульего змея и спасти свою семью и друзей.

## В ролях

### В главных ролях
| Актёр          | Роль                        |
| -------------- | --------------------------- |
| Иан Зиринг     | Фин Шеперд                  |
| Тара Рид       | Эйприл Шепард               |
| Кэсси Сербо    | Нова Кларк                  |
| Билли Бэррэтт  | Гил Шепард, младший         |
| Дольф Лундгрен | Гил Шепард, младший озвучка |

### Во второстепенных ролях и эпизодах
- Тиффани Поллард в роли Веги
- Порша Уильямс в роли Андромеды
- Тони Хоук в роли «Ястреба»
- Оливия Ньютон-Джон в роли Ориона
- Саша Коэн в роли олимпийской конькобежки
- Эл Рокер в роли самого себя
- Хода Котб в роли самой себя
- Джеральдо Ривера в роли доктора Ангела
- Маргарет Чо в роли Симоны
- Клэй Эйкен в роли Ллевелина
- Джули Браун в роли консильери
- Фабио в роли Папы
- Гилберт Готтфрид в роли Рона Макдональда
- Эбби Ли Миллер в роли доктора Брамбла
- Чаро в роли королевы
- Клаудия Джордан в роли Урсы
- Янет Гарсия в роли Чары
- Крис Каттан в роли премьер-министра
- Даг Цензор Мартин в роли Джока, пилота вертолета
- Саманта Фокс в роли мисс Мур
- Джефф Россен в роли самого себя
- Кейт Гаррауэй в роли самой себя
- Шарлотта Хокинс в роли самой себя
- Лора Тобин в роли самой себя
- Луи Спенс в роли Кельвина, клерка
- Кэти Прайс в роли Коннери
- Брет Майклс в роли самого себя
- Кэти Ли Гиффорд в роли самой себя
- Том Дэйли в роли самого себя
- Шел Растен в роли принца
- Дэвид Нотон в роли посла Кесслера
- Люси Пиндер в роли посла Швеции
- Джена Симс в роли делегата НАТО Ли
- Росс Муллан в роли доктора Воббегона
- Нишель Николс в роли генерального секретаря Старр
- Кейси Батчелор в роли леди Анны
- Луиза Зиссман в роли герцогини
- Индия Тейн в роли Дотти, горничной
- Кирилл Андреев в роли самого себя
- Нуш Скауген в роли Хельги, горничной
- Лилиана Нова в роли Светланды
- Гас Кенуорти в роли лыжника
- Рассел Ходжкинсон в роли Стивена
- Энтони К. Ферранте в роли Данди
- Карл Стефанович в роли самого себя
- Лиза Уилкинсон в роли самой себя
- Хлоя Латтанци в роли Электры
- Спенсер Мэтьюс в роли моряка Дэна
- Каприс Бурре в роли Полярис
- Джон Моррисон в роли Родольфо
- Лашель Хант в роли «Рыбы»
- Грег Луганис в роли Зико
- Виктор Ламолья в роли Бернарда
- Натали Одзерейко в роли Николы
- Марк Жаруссо в роли Клода
- Джай Родригес в роли Питера
- Одри Латт, Брэди Латт и Мойз Латт в ролях детей из японского отеля
- Син Киносита в роли Шина
- Кэт Гринлиф в роли самой себя
- Дэн Фоглер в роли самого себя
- Бенджи Бронк в роли Говарда Била
- Йоши Морино в роли Жасмин
- Бай Линг в роли Миры
- Эдвард Граймс в роли Кэмерона
- Джон Граймс в роли Мика
- Оливер Калькофе и Петер Рюттен в роли ведущих новостной студии Tele 5 Schlefaz
- Олли Шульц в роли демонстратора
- Ян Делай и Штефан Сандрок в роли мужчин перед зданием мэрии Гамбурга
- Линда Зервакис в роли женщины-ведущей новостей
- Дитмар Вишмайер в роли репортера в сельской местности
- Сара Кнаппик в роли уличного репортера
- Бела Б. в роли полицейского
- Йоко Винтершайдт и Клаас Хойфер-Умлауф в роли испытателей оружия
- Оливер Вельке в роли ведущего новостей "Шаркнадо
- Тим Мельцер в роли парня с самой большой рыбой в гавани Гамбурга
- Роб Вегас в роли парня рядом с парнем с самой большой рыбой
- Маркус Ланц в роли ведущего ток-шоу
- Ингрид ван Берген и Дитер Нур в роли гостей ток-шоу
- Томас Кошвиц в роли городского репортера № 1 в Берлине
- Хулия Гамес Мартин в роли репортера № 2 в Берлине
- Симона Пантелейт в роли репортера прогноза погоды
- Саша Фольмер в роли парня с молотком

Ана Флорит, Энди Ройер, Кэролайн Диллон, Кортни Куод, Диана Латт, Дженнифер Куод, Джесс Парк, Кендалл Анлиан, Лиза Пирро, Мэдисон Хейс, Мэв Харрис, Мария Кардоза, Майкл Хардман, Лонни Магаргл, Сэнди Латт, Сара Энн Фокс, Шейла Голдфингер, Сьюзи Вилласеньор, Тэмми Клейн и Вероника Паломинос в роли сестер.

### Приглашенные звезды
- Коди Линли в роли Мэтта Шепарда
- Масиэла Луша в роли Гемини

## Производство
Пятый фильм из серии «Акулий торнадо» был подтверждён в октябре 2016 года и был выпущен 6 августа 2017 года. Изначально подзаголовок пятого фильма, должен был называться «Земля Ноль», но 1 июня, 2017 фильм был представлен с подзаголовком «Глобальное роение» со слоганом «Make America Bait Again», дань уважения популярному лозунгу «Make America Great Again» Дональда Трампа.

## Критика
«Акулий торнадо 5: Глобальное роение» получил также негативные отзывы, как и предыдущий фильм. Сайт Rotten Tomatoes дал фильму лишь 30 % одобрения, основанных на 8 рецензиях, что намекает на крайне негативные отзывы. Лес Чаппелл из The A.V. Club поставил фильму оценку А и написал: «Каким-то образом „Акулий торнадо 5: Глобальное роение“ возвращает франшизу с края пропасти и возвращает её к тому, чем она должна быть: весело смотреть».